# 圣卡夏诺-代巴尼
圣卡夏诺-代巴尼（義大利語：San Casciano dei Bagni），是意大利托斯卡纳大区锡耶纳省的一个市镇。总面积91.86平方公里，人口1698人，人口密度18.5人/平方公里（2009年）。ISTAT代码为052027。